# جسر (موسيقى)

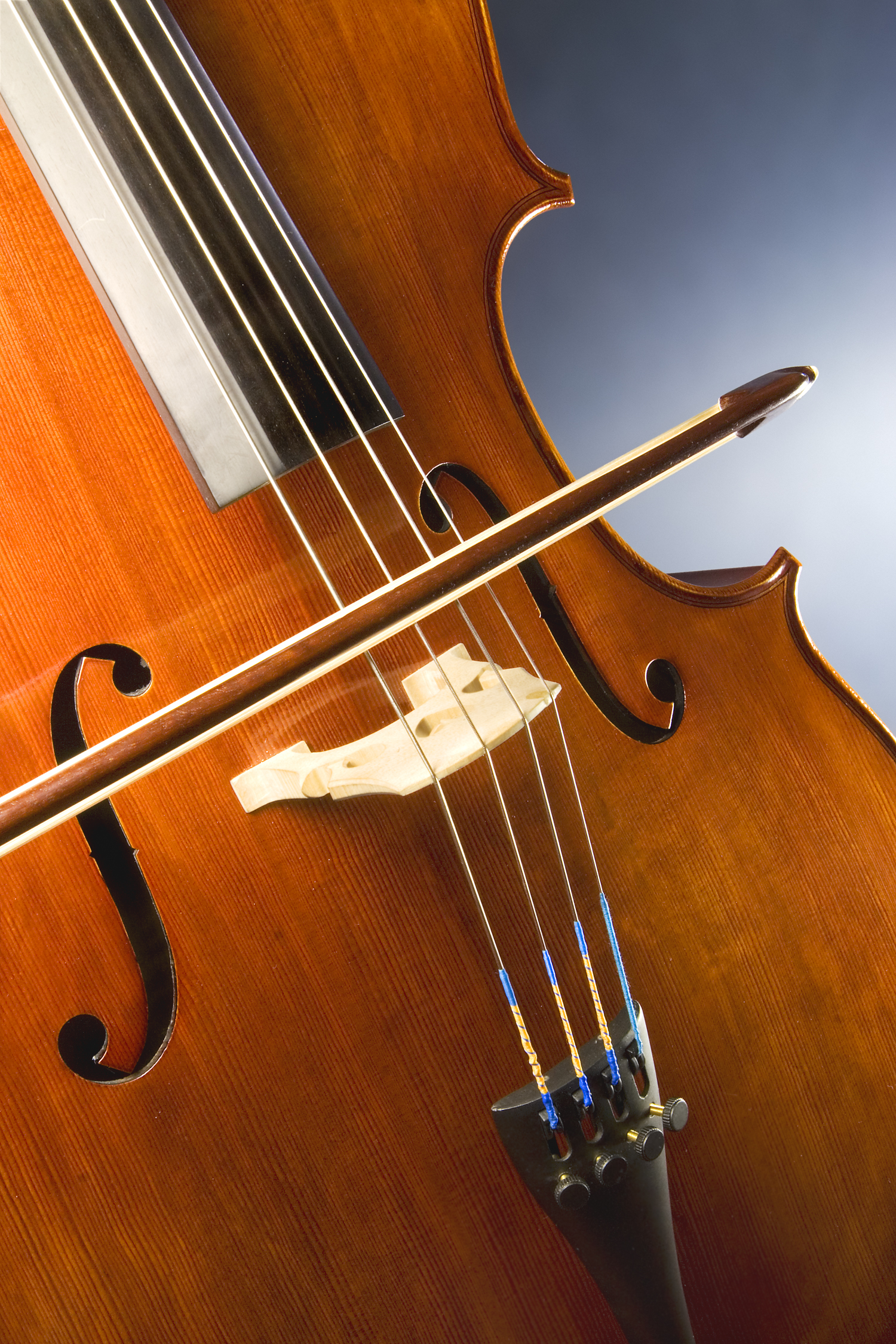
صورة الجسر على الكمان الجهير

الجسر هو جهاز لدعم الأوتار على الالآت الوترية ويقوم بإحالة الاهتزاز لهذه الأوتار لأجزاء الآلة الأخرى حتى ينتقل الصوت إلى الهواء.

## الشرح
معظم الالآت الوترية تقوم بإنتاج الصوت من خلال الطاقة المركزة على الأوتار، والذي يجعلهم في حالة اهتزازية. لكن الأوتار وحدها تقوم بخلق صوت خافت لإنها تقوم بإزاحة جزء قليل من حجم الهواء، وبناءً على ذلك، فإن صوت الأوتار وحدها يحتاج إلى مقاومة مطابقة للهواء المحيط بها من خلال إحالة الاهتزازات إلى مساحة أكبر قادرة على إزاحة كميات أكبر من الهواء وبالتالي ينتج صوت أعلى. وهذا يدعو إلى وضع ترتيب يسمح للأوتار بالاهتزاز بحرية أكبر، ولكن أيضاً ليقوم بتحويل هذه الإهتزازت لمساحة أكبر بفعالية، وهذه هي فائدة الجسر.
في الغيتارات الكهربائي وغيتاران البيس الكهرباى ية يتقل الجسر الاهتزاز للجسم، لكن اهتزازات الأوتار تلتقط عادة من طرف لاقط مغناطيسي ينتج إشارة كهربائية، وعند ربطه بمضخم غيتار أو صندوق مكبر ينتج الصوت الذي يسمعه العازف والجمهور. في البيانوهات الكهربائية يضغط العازف أو يضرب مفاتيح تجعل مطارق تضرب اسنانا معدنية. يستشعر اللاقط المغناطيسي هذه الاهتزازات، وتتم العملية بنفس طريقة الإيتار الكهربائي (مضخم ومكبر).

## البنية
يتألف الجسر من قطعة من مادة واحدة، وفي أغلب الأحيان يكون من الخشب. ويجب أن يكون بين الأوتار وسطح الرنين، ولكن يمكن أن يتألف الجسر من عدة قطع، والسرج هو من أحد هذه النماذج المعروفة وهو جسر يشتمل على قطعة على سطح منفصل وتعلق عليه الأوتار. وغالباً يكون السرج من مادة أقوى من الجسر نفسه مثل العظم أو العاج أو بلاستيك ذو كثافة عالية أو معدن.